# Plattlinger Zeitung
Die Plattlinger Zeitung ist eine Lokalzeitung mit Sitz in Plattling. Sie ist seit 1946 eine Lokalausgabe der Passauer Neuen Presse im Landkreis Deggendorf.

## Verbreitung
Sie erscheint im Gebiet des südwestlichen Landkreises Deggendorf als Lokalausgabe der Passauer Neuen Presse. Sie ist aktuell mit der Deggendorfer Zeitung und der Osterhofener Zeitung bis auf den Titel gleich.

## Gliederung
Die Plattlinger Zeitung erscheint zusammen mit anderen Lokalausgaben mit gleicher Mantelausgabe zu Politik, Sport, Unterhaltung und Bayernteil. Eigenständig ist der Lokalteil des Landkreises Deggendorf, in dem in drei verschiedenen Teilen über das landkreisweite Geschehen, das Geschehen um Deggendorf, Plattling und Osterhofen berichtet wird. Gelegentlich werden auch Berichte von Redaktionen der Nachbarlandkreise in einem eigenständigen Teil übernommen.